# Priekule
Priekule er beliggende i Liepājas distrikt i det vestlige Letland og fik byrettigheder i 1928. Byen blev først gang nævnt i 1483 som værende en fæstning. Før Letlands selvstændighed i 1918 var byen også kendt på sit tyske navn Preekuln.